# Fodina analamerana
Fodina analamerana là một loài bướm đêm trong họ Noctuidae.